# Hello! (revista)
Hello (estilizada como HELLO!) é uma revista semanal especializada em notícias de celebridades e histórias de interesse humano, publicadas no Reino Unido desde 1988. É a edição local do Reino Unido de ¡Hola !, o semanário espanhol.
Hello foi lançada em 1988 pelo editor Eduardo Sánchez Junco, proprietário e presidente da revista espanhola ¡HOLA!.